# Ingram (Teksas)
Ingram – miasto w Stanach Zjednoczonych, w stanie Teksas, w hrabstwie Kerr.